# Hospital María Inmaculada
El Hospital María Inmaculada E.S.E. (H.M.I.) es un centro hospitalario público, situado en la ciudad de Florencia (Colombia), que presta servicios de salud hasta la mediana complejidad. Es una entidad pública de categoría especial, descentralizada del departamento de Caquetá.

## Reseña histórica
El Hospital María Inmaculada fue el primer hospital civil del departamento de Caquetá, construido con recursos del Gobierno Nacional e inaugurado en noviembre de 1945.
Durante el primer trimestre de 2011 iniciaron las obras para poner en marcha los servicios de unidad de cuidados intensivos para adultos, unidad renal, unidad de oncología y del Centro de Regulación de Urgencias y Emergencias —CRUE—, único para el departamento de Caquetá, con inversiones por alrededor de cuatro mil millones de pesos (más de dos millones de dólares). Así mismo, el 4 de marzo de 2011 fue inaugurado el Centro de Rehabilitación Integral —CRI— del Hospital María Inmaculada, realizado en asocio con la Gobernación del Caquetá, Mercy Corps y financiado por la Agencia Americana de Cooperación para el Desarrollo Internacional, lo que le permite a este centro hospitalario atender a víctimas afectadas por minas antipersonales con servicios de fisioterapia, fonoaudiología, hidroterapia, entre otros. En 2012, el hospital adquirió nuevos equipos de laboratorio que le permiten prestar servicios de exámenes de laboratorio clínico de tercer nivel.

## Servicios
Los servicios de mayor demanda son especialidades básicas como medicina interna, obstetricia y ginecología, cirugía y pediatría. Otras áreas no menos solicitadas son la UCI neonatal, ortopedia y traumatología, neurocirugía y otorrinolaringología. El hospital cuenta además con la única unidad mental del departamento de Caquetá, con capacidad de internación para 10 pacientes.

### Especialidades y Subespecialidades
- Medicina interna
- Pediatría
- Cirugía
- Ortopedia y Traumatología
- Obstetricia y ginecología
- Neonatología
- Anestesiología
- Cirugía maxilofacial
- Urología
- Dermatología
- Otrorrinolaringología
- Neurología
- Neurocirugía
- Oftalmología
- Optometría
- Radiología
- Psiquiatría
- Psicología
- Odontología
- Nutrición
- Terapia física